# Bourne VM
Der Bourne VM war der kleinere von zwei US-amerikanischen Lastkraftwagenmodellen der Bourne Magnetic Truck Company in Philadelphia. Er wurde Ende 1916 vorgestellt und blieb während der ganzen Existenz des Unternehmens im Programm. Eine technische Besonderheit war sein elektromagnetisches Getriebe System Entz.

## Marken- und Unternehmensgeschichte
Das Unternehmen wurde 1915 von Stephen N. Bourne gegründet, nachdem er für das Mineralölunternehmen Atlantic Refining Company Nutzfahrzeug-Prototypen hergestellt hatte. Hergestellt wurden der hier vorgestellte VM und der etwas größere, technisch sehr ähnliche VX. Die Bourne Magnetic Truck Company zog 1917 oder 1918 um nach New York City. Die Produktion endete 1918 oder 1919, der LKW wurde aber noch im Oktober 1919 beworben. Die Gründe für die Produktionseinstellung sind unbekannt.

## Modellgeschichte
Der Bourne VM war das kleinere der beiden Nutzfahrzeugmodellen dieses Herstellers mit einer Nutzlast von 2 sh tn (1815 kg). Er ging Ende 1916 als erster in Produktion, der VX folgte aber sehr bald. Die Verwendung des patentierten Entz-Antriebs erforderte eine Lizenz des Rechteinhabers Rauch & Lang in Cleveland (Ohio). Diese fertigte auch den Oberklassewagen Owen Magnetic, der das gleiche Antriebsprinzip verwendete. Beide Unternehmen arbeiteten bei der Kundenbetreuung zusammen.

## Technik
Die Bourne Magnetic Truck Company stellte ihr Fahrgestell selber her und verwendete eigenständige Lösungen bei der Aufhängung. Damit sind ihre Produkte eher nicht als Assembled vehicles einzuordnen, also Fahrzeuge, die aus für den freien Markt vorproduzierten Bestandteilen zusammengestellt wurden.

### Motor und Antrieb
Für beide Bourne-LKW ist der gleiche wassergekühlte Vierzylindermotor der Hercules Gas Engine Company nachweisbar, von dem die Bourne Magnetic Truck Company in einer Anzeige schrieb, dass er speziell für LKW entwickelt worden sei. Die Kühler lieferte die Rome-Turney Radiator Company aus Rome (New York). Er hatte eine fast rechteckige Form, war oben gerippt und stand einer fassförmig gewölbten Motorhaube vor.
Der Bourne VM war also kein Hybridfahrzeug. Die Antriebsenergie lieferte ein handelsüblicher Verbrennungsmotor. Dessen einzige Anpassung an den Entz-Antrieb besteht im Ersatz des Schwungrads durch einen Generator und einen Magneten am hinteren Ende der Kurbelwelle. Der Entz-Antrieb ersetzt als Teil des Antriebsstrangs herkömmliche Getriebe und Kupplungen. Er arbeitet stufenlos. Die Kraft gibt er an die Kardanwelle weiter, die sie im Falle des Bourne mit einem Schneckengetriebe in der Hinterachse auf die Räder überträgt; dies war damals übliche Technik.
Für die Bourne Magnetic Truck Company lagen die Vorteile des Entz-Getriebes in der stufenlosen, geräuscharmen Kraftübertragung, der erleichterten Fahrzeugbedienung, reduzierten Betriebskosten, längerer Lebensdauer und der Zusatzfunktion des Generators als elektrischem Anlasser. Wie für den Owen Magnetic wurden auch für Bourne VM und VX die Komponenten des Antriebsstrangs von General Electric bezogen.

### Fahrgestell und Aufhängung
Da nichts anderes erwähnt wird, kann bei den Fahrgestellen von konventionellen Kastenrahmen mit Starrachsen ausgegangen werden. Die Bourne Magnetic Truck Company stellte sie selber her und verwendete dafür Chrom-Vanadiumstahl, der erst wenige Jahre zuvor entwickelt worden war. Die Blattfedern kamen vom Spezialisten Mather Spring Company in Ohio; Bourne hatte dazu eine eigene Befestigung ohne Bolzen entwickelt. Die wenigen bekannten Abbildungen des Fahrzeugs (ein VM) und ein Bourne unbekannten Typs in der eigenen Werbung zeigen Doppelräder an der Hinterachse. Die Fahrzeuge hatten Linkslenkung, Holzartillerieräder, Vollgummibereifung und halboffene Fahrerhäuser, d. h. ein festes Dach aber keine Seitenwände.